# Limnoria kautensis
Limnoria kautensis là một loài chân đều trong họ Limnoriidae. Loài này được Cookson & Cragg miêu tả khoa học năm 1988.